# Ігровий порт

символ порту

Ігровий порт (Gameport/MIDI-port) — порт вводу/виводу, що застосовується для підключення ігрового маніпулятора або музичного синтезатора.

## Будова
На відміну від більшості інших з'єднувачів, ігровий порт був аналоговим, а не цифровим, і використовував АЦП для інтерпретації рухів джойстика. IBM описує його як порт для підключення двох аналогових контролерів, а не джойстиків. Такий підхід історично дав IBM PC перевагу в іграх, особливо льотних тренажерах.

## Історія
Ігровий порт був традиційним з'єднувачем для ігрових пристроїв введення в комп'ютерах на базі процесорів x86. Починаючи приблизно від 1990 року, він, як правило, містився на платі вводу/виводу або звуковій карті (ISA чи PCI), або був вбудованим на деяких материнських платах, а до цього, він, як правило, містився на спеціальній відеокарті ISA. Microsoft припинила підтримку ігрових портів, починаючи з Windows Vista, так що цілком імовірно, що виробники перестануть виробляти плати з цим роз'ємом. Однак, ще доступні драйвери інших розробників, які працюють з ігровим портом, зокрема від компаній, які виробляли ігрові порти в минулому.
Ігровий порт з'явився незабаром після розробки перших IBM PC. У класичного Amiga ігрових портів було два: для миші і для джойстика.
Ігровий порт підтримує такі аналогові сигнали: чотири осі (Х1, Y1, Х2, Y2) і чотири кнопки. Все, що виходить за ці рамки, підтримується в цифровому вигляді за допомогою спеціальних нестандартних інтерфейсів.
Сучасні маніпулятори оснащують універсальнішим інтерфейсом USB.

## Переваги
- Надійність пов'язана з конструкцією з'єднувача і захистом живлення у більшості материнських плат.
- Підтримка в більшості ОС (UNIX, DOS, AmigaOS, Microsoft Windows і Windows NT, ОС на ядрі Linux тощо).

## Недоліки
- Низька пропускна здатність порту.
- Обмежені можливості (відсутність «AutoFire» тощо).
- Велике навантаження на процесор (тільки в архітектурі PC, на Amiga — спеціальна мікросхема).

## Розширення можливостей ігрових портів
Деякі порти для джойстиків підтримують більше 4 кнопок (наприклад, 6 або 8), але як правило, вимагають спеціальних драйверів пристроїв для правильної роботи додаткових кнопок, оскільки ігровий порт фактично не має апаратної підтримки більше ніж 4 різних кнопок.
Це обмеження можна обійти за допомогою шпильки та входу призначеного для другого джойстика (тобто кнопка з 5 по 8 зіставляються з сигналами до осі контактів призначених для другого джойстика — в результаті чого запит про дві кнопки відображається на одній осі, будучи не одночасно використовуваним), використовуючи правило «невикористаних» шпильок, або зміни схеми джойстика (і відповідного програмного забезпечення), таким чином даючи до 16 кнопок та їх комбінації (хоча і з деякими обмеженнями наприклад, деякі кнопки не можна натиснути).[джерело?]
Очевидним недоліком є необхідність спеціального драйвера пристрою для обслуговування джойстика, і уможливити його використання займе багато часу, залежно від операційної системи.
Ентузіасти знайшли способи підключення різних пристроїв введення до ігрового порту і навіть знайшли для нього інші призначення.